# Jennifer Armour
Jennifer Armour (27 de agosto de 1985) es una actriz de cine y televisión estadounidense. Protagonizó la película de terror checa Ghoul, dirigida por Petr Jákl, además de participar en producciones como Alien: Isolation, 24: Live Another Day y The West Wing.

## Filmografía

### Cine
| Año  | Título | Rol   | Notas |
| ---- | ------ | ----- | ----- |
| 2015 | Ghoul  | Jenny |       |

### Televisión
| Año  | Título                  | Rol          | Notas       |
| ---- | ----------------------- | ------------ | ----------- |
| 2015 | Obsession: Dark Desires | Kim Springer |             |
| 2014 | 24: Live Another Day    | Rehén # 2    | 2 Episodios |
| 2009 | Rescue Me               | Chica        |             |
| 2002 | The West Wing           | Amiga        |             |

### Voz
| Año  | Título                    | Rol                      | Notas |
| ---- | ------------------------- | ------------------------ | ----- |
| 2016 | Mirror's Edge Catalyst    | Aurore Lupain-Tanner     |       |
| 2016 | Homefront: The Revolution | Blue                     |       |
| 2015 | Guitar Hero Live          | Bajista Jephson          |       |
| 2015 | Soma                      | Emma Alvaro Alice Koster |       |
| 2014 | Alien: Isolation          | Cebadora                 |       |